# Friedrich Brandes (Theologe)
Friedrich Heinrich Brandes (* 25. April 1825 in Salzuflen; † 23. Juli 1914 in Bückeburg) war ein deutscher reformierter Theologe.

## Leben
Friedrich Heinrich Brandes studierte evangelische Theologie, Philosophie, Literatur- und Geschichtswissenschaft an der Universität Berlin und wurde 1853 Frühprediger und Rektor in seiner Heimatstadt. 1856 übernahm er das Pfarramt der reformierten Gemeinde in Göttingen und wechselte 1891 in das Amt des Hofpredigers am Hof der Fürsten von Schaumburg-Lippe in Bückeburg, wo er 1910 pensioniert wurde. Von 1878 bis 1899 war er Moderator der Konföderation reformierter Kirchen in Niedersachsen, einer Vorgängerorganisation des Bundes Evangelisch-reformierter Kirchen Deutschlands. Er setzte sich für die Gründung des Reformierten Bundes ein und amtierte von 1884 bis 1911 als dessen erster Moderator.
Brandes veröffentlichte einige Bücher und etliche Aufsätze zur Theologie und Geschichte des reformierten Protestantismus und eine Reihe von biographischen Artikeln für die Allgemeine Deutsche Biographie. Er verfasste auch Gedichte und Theaterstücke und gab eine Auswahl der Gedichte Ludwig Uhlands heraus.
Die Universität Heidelberg zeichnete Brandes 1867 mit der theologischen Ehrendoktorwürde aus.

## Schriften (Auswahl)
- John Knox, der Reformator Schottlands (= Leben und ausgewählte Schriften der Väter und Begründer der reformirten Kirche; 10). R.L. Friderichs, Elberfeld 1862.
- Die Verfassung der Kirche nach evangelischen Grundsätzen. R.L. Friderichs, Elberfeld 1867.
  - Bd. 1: Allgemeine Grundsätze und Geschichte der kirchlichen Verfassung
  - Bd. 2: Systematische Darstellung der Verfassung der Kirche
- Geschichte der evangelischen Union in Preußen. F.A. Perthes, Gotha
  - Bd. 1: Die Zeit des confessionellen Gegensatzes, 1872.
  - Bd. 2: Die Zeit der Unionsstiftungen, 1873.
- Der Kanzler Krell. Ein Opfer des Orthodoxismus. Barth, Leipzig 1873.
- Manfred. Trauerspiel in fünf Aufzügen. Ahlfeld, Hannover 1896.
- Der Doge von Venedig. Trauerspiel in fünf Aufzügen. Ahlfeld, Hannover 1898.
- Fredegundis. Trauerspiel in fünf Aufzügen. Ahlfeld, Hannover 1898.
- Gebetslieder und Sinngedichte. Wagener, Lemgo 1912.
- Von Jena bis Sedan. Ein Sang. Teil 1. Wagener, Lemgo 1913 (mehr nicht erschienen).